# Mark Chao
Mark Chao (em chinês:  趙又廷 ; em pinyin: Zhào Yòutíng; conhecido também por Chao Yu-ting ou Mark Zhao) é um ator e modelo taiwanês-canadense  nascido em 25 de setembro de 1984. Chao fez sua estreia televisiva em 2009, na série Black & White, pela qual ganhou o Golden Bell Award de Melhor Ator. Desde então, ele estrelou nos filmes Monga (2010), Caught in the Web (2012), So Young (2013) Young Detective Dee: Rise of the Sea Dragon(2013), Chronicles of the Ghostly Tribe(2015) e na série de televisão Eternal Love  (2017).  No final de 2020, Mark Chao volta às telas com o filme Mestres do Yin-Yang: O Sonho da Eternidade , baseado na série de livros do autor japonês Baku Yumemakura, Onmyōji.

## Vida Pessoal
Mark Chao casou-se em 28 de novembro de 2014 com a atriz chinesa Gao Yuanyuan com quem havia contracenado no filme de 2012, Caught in the Web.
Em 2019, um mês após o anúncio público da gravidez de sua esposa, o ator confirma em sua rede social o nascimento, em Pequim de sua filha, em 21 de maio.

## Filmografia

### Cinema
| Ano  | Título Ocidental                              | Título Original      | Papel                   | Notas         |
| ---- | --------------------------------------------- | -------------------- | ----------------------- | ------------- |
| 2010 | Monga                                         |                      | Mosquito / Chou Yi-Mong | [ 12 ]        |
| 2012 | Operação de Risco: Contagem Regressiva        |                      | Hero Wu                 | [ 13 ]        |
| 2012 | Amor                                          | 爱                   | Mark Jau                | [ 14 ] [ 15 ] |
| 2012 | Caught in the Web                             |                      |                         | [ 16 ]        |
| 2013 | Jovem Detetive Dee: A Origem do Dragão do Mar | 狄仁杰之神都龙王     | Dee/Di Renjie           | Protagonista  |
| 2013 | Tão Jovem                                     | 致我们终将逝去的青春 |                         | [ 18 ]        |
| 2014 | Operação de Risco: Cidade em Chamas           |                      | Hero Wu                 | [ 19 ]        |
| 2015 | Crônicas da Tribo Fantasma                    |                      |                         | [ 5 ]         |
| 2018 | Detective Dee: The Four Heavenly Kings        | 狄仁杰之四大天王     | Dee/Di Renjie           | [ 20 ] [ 21 ] |
| 2018 | Até o fim do mundo                            | 南极之恋             |                         | [ 22 ] [ 23 ] |
| 2019 | Saturday Fiction                              |                      |                         | [ 24 ]        |
| 2020 | Mestres do Yin-Yang: O Sonho da Eternidade    |                      | Qing Ming               | Protagonista  |

### Seriados de Televisão
| Ano  | Título Ocidental | Título Original  | Papel            | Notas                    |
| ---- | ---------------- | ---------------- | ---------------- | ------------------------ |
| 2017 | Amor Eterno      | 三生三世十里桃花 | Ye Hua e Mo Yuan | Protagonista como Ye Hua |